# Malsanne (rivière)
La Malsanne est un torrent de France qui coule dans le département de l'Isère. C'est un affluent en rive droite de la Bonne.

## Géographie
La Malsanne prend sa source dans le parc national des Écrins, au lac du Vallon dont elle constitue l'émissaire, à 2 500 mètres d'altitude sur la commune de Chantepérier. Après avoir quitté le parc national, elle traverse le village de Chantelouve, le hameau de La Chalp, en entrant sur la commune du Périer, elle traverse le hameau des Daurens, puis le village du Périer, puis enfin elle traverse la commune d'Entraigues, au confluent avec la Bonne à une altitude de 751 mètres.
Avant sa confluence, une partie de ses eaux est captée dans le canal de Valbonnais.

## Affluent
- le Tourot
- le Grand Merdaret